# 格拉斯頓伯里
格拉斯頓伯里（Glastonbury）是位於英國英格蘭薩默塞特郡的一個小鎮。距布里斯托爾以南23公里。2001年人口普查時，格拉斯頓伯里有人口8,784人。考古證據顯示，格拉斯頓伯里在新石器時代就已經有人居住了。格拉斯頓伯里是一座擁有悠久歷史的小鎮，而且與亞瑟王傳說中的許多情節有關。此外，在這裡每年還舉辦格拉斯頓伯里音樂節。